# جامعة باندونغ الإسلامية
جامعة باندونغ الإسلامية هي جامعة خاصة في إندونيسيا تأسست سنة 1958.

## إحصائيات
يبلغ عدد طلاب الجامعة 12.274 طالب، منهم 1.154 طالب دراسات عليا.